# روبرت بيلوشي
روبرت بيلوشي (بالإنجليزية: Robert Belushi)‏ مواليد 23 أكتوبر 1980، هو ممثل أمريكي بدأ مسيرته الفنية سنة 1986.

## الأعمال
- ذا منتاليست
- عملاء شيلد
- كيف قابلت أمكما
- عيد الحب
- وفقا لجيم

## روابط خارجية
- روبرت بيلوشي على موقع IMDb (الإنجليزية)
- روبرت بيلوشي على موقع ألو سيني (الفرنسية)
- روبرت بيلوشي على موقع أول موفي (الإنجليزية)
- روبرت بيلوشي على موقع قاعدة بيانات الفيلم (الإنجليزية)
- روبرت بيلوشي على موقع كينوبويسك (الروسية)